# 祝子内親王
祝子内親王（しゅくしないしんのう、のりこないしんのう、生没年不詳）は鎌倉時代後期から南北朝時代にかけての皇族、歌人。

## 生涯
花園天皇の第5皇女で、母は従三位・葉室頼任の娘、頼子（冷泉局）。貞和2年（1346年）2月20日に内親王となるが、その他の動向についてはよくわかっていない。父や異母姉の儀子内親王と同じく京極派の歌人として活躍し、『風雅和歌集』に十首が入る。
『花園天皇宸記』には、元亨3年（1323年）8月28日に「女王」が着袴を行ったという記事が見えるが、この女王を祝子と同一人物とすれば正和4年（1315年）生まれで、後伏見天皇の生母五辻経子に養育され、元亨4年（1324年）の経子の死去を受けて10歳で出家したことになる。